# Петроглифы Суруктах-Хая
Петроглифы (пи́саница) Суруктах-Хая (якут. Суруктаах Хая) — изолированная группа петроглифов в составе более обширной группы Мархинских петроглифов средней Лены в Якутии (среднеленские петроглифы на скалах: Ат-Дабан,Бадараннах, Дабан, Ой-Муран, Олгуйдах, Синское, Суруктах-Аатык, Суруктах-Хая, Тойон-Ары, Чопчу-Бага, Чорен-Юрях, Чуру, Юрдюк-Хая). Объект культурного наследия Республики Саха (Якутия) (2008 год). По официальным документам комплекс местности разделен на две группы: Жертвенник Суруктах-Хая I, писаница Суруктах-Хая II.

## Экспедиции и исследования
Гора с надписями на реке Марха упоминалась в газетных сносках в кратком виде, в первой половине 1920-х годов, и чаще всего текст представлял собирательную информацию от местных охотников и рыбаков.
Первое организованное исследование местности провёл этнограф А. А. Саввин в 1939 году по заданию Института языка и культуры при Совете народных комиссаров Якутской АССР. Исследователь описал скалу как священную, с многочисленными рисунками, жертвенными местами, зафиксировал фольклорные материалы и распросные сведения о скале. В отчёте Саввина отмечается: «Надписи на скале Суруктах Хая по словам местных стариков существуют с начала сотворения неба и земли, и с тех пор как существует человек».
В 1940 году на реке Лена начала работать Ленская Историко-археологическая экспедиция под руководством А. П. Окладникова. В 1941 году экспедиция в составе исследовательского задания по археологическим объектам средней Лены побывала в местности Суруктах-Хая. Позже по результатам экспедиции впервые были опубликованы изображения данного объекта.
Экспедиция Окладникова оценила реальный возраст рисунков, жертвенного места по результатам обнаруженного и исследованного на месте наслоения грунтов, каменного, бронзового и железного веков, что позволяет утверждать, что данный объект являлся местом поклонения и жертвоприношения в течение последних 3,5 тысяч лет, что сопоставимо с возрастом Египетских пирамид.
Суруктах-Хая является единственным в Якутии памятником наскальной писанины, где на одной скале сконцентрировано максимальное количество рисунков — около 117 древних изображений.
В 2011 году место посетила группа археологических экспедиций Музея археологии и этнографии Северо-Восточного федерального университета им. М. К. Аммосова (СВФУ), где впервые проведена детальная фотосъемка рисунков и скалы. На вершине скалы экспедицией найдена латная пластина, у подножия скалы — несколько предметов, каменный наконечник стрелы, резец неолитического облика, два деревянных шенкена.
Руководитель международного научно-образовательного центра (кафедра ЮНЕСКО) СВФУ, доктор педагогических наук А. В. Жожиков сообщает, что надписи располагаются до 20 метров от поверхности земли. Как они наносились — неизвестно"
В 2022 году учёные СВФУ предложили включить скалу Суруктах-Хая в список всемирного наследия ЮНЕСКО. Запущена работа для подготовки научного обоснования, которая займёт минимум 5-6 лет.